# Murrupula
Murrupula é uma vila moçambicana, sede do distrito homónimo, na província de Nampula.
De acordo com o Censo de 2007, Murrupula, que foi elevada a vila em 17 de Agosto de 1959, tem 16,791 habitantes.
O antigo presidente de Moçambique, Armando Emílio Guebuza, nasceu em Murrupula a 20 de janeiro de 1943.
A vila é atravessada pela Estrada Nacional nº 1, rodovia que a liga à vila de Alto Molocue, ao sul, e à cidade da Nampula, ao norte.